# Anglo-russkaja gontjaja
Anglo-russkaja gontjaja (англо-русская гончая, anglo-russkaja gontjaja), även rysk fläckig stövare, är en hundras från Ryssland som används som drivande hund. 
Från 1730-talet importerades engelska foxhound som korsades med den vanliga ryska stövaren samt troligen även den nu försvunna kostromastövaren (Kostromskaja gontjaja). Den nuvarande rasstandarden skrevs på 1920-talet och det nuvarande namnet fastställdes 1951.
Anglo-russkaja gontjaja är snabb och uthållig. Den har ett klangfullt drevskall och färgen gör den lätt att se i terrängen. Till Sverige togs den på 1980-talet och har främst använts för drevjakt på hare.